# Seiyō kibun
Le Seiyō kibun (西洋紀聞) est une étude en trois volumes sur l'Occident par l'homme politique et érudit japonais Arai Hakuseki, basée sur des conversations avec le missionnaire italien Giovanni Battista Sidotti (en). Le premier volume est un recueil de conversations avec Sidotti. Le deuxième volume est une étude « des cinq continents » (l'Afrique, l'Asie, l'Australie, l'Europe et les Amériques). Le troisième volume contient une vue d'ensemble du catholicisme romain qui inclut certaines critiques de Hakuseki sur le christianisme, comme des comparaisons qu'il fait avec le bouddhisme. Il a été écrit en 1715 environ et publié en 1882.